# Marc Chervel
Pour les articles homonymes, voir Chervel.
Marc Chervel, né le 1er novembre 1932 à Lille (Nord) et mort le 25 décembre 2004 à Beaumont-les-Nonains (Oise), est un haut fonctionnaire et économiste français. 

## Biographie

### Jeunesse et études
Fils d'un professeur de mathématiques du lycée Mignet, Marc Chervel passe son enfance à Aix-en-Provence. Ses parents sont engagés dans la communauté protestante d’Aix. Il est le frère du linguiste et historien de l'enseignement André Chervel.  
Il obtient son baccalauréat en 1949 au lycée Mignet d'Aix, puis est admis en classe préparatoire au lycée Thiers de Marseille. Il intègre l’École polytechnique, en 1952. En 1954, il étudie à l’École du commissariat de l’air de Salon-de-Provence.

### Parcours dans l'armée
Volontaire pour s'inscrire dans une SAS (section administrative spécialisée) lors de la guerre d'Algérie, et nommé capitaine, il dénonce l'usage de la torture, avant d'être mis en cause par la Sécurité militaire et renvoyé après le putsch d'Alger du 13 mai 1958.

### Parcours professionnel
En 1960, il est à l’origine de l’équipe qui travaille pour le ministère de la Coopération sur l’évaluation de projets et l’élaboration des programmations nationales de développement (méthode des effets). Cette méthode propose une approche de calcul économique et de programmation de développement alternative à celle de la Banque mondiale.
Chervel a travaillé plus de trente ans sur l’économie du développement : planification nationale et des études de projets en pays en développement.
Il a aussi dispensé de nombreux enseignements sur les méthodes d’évaluation de projets dans les universités et les grandes écoles en France et dans plus de trente-cinq pays étrangers. Il est l’auteur de nombreux ouvrages sur ces problématiques et notamment sur la méthode des effets.

## Vie privée
Il a un fils d'une première relation, puis se marie avec Armelle Cozannec, dont il a un autre fils.

## Sélection de publications
- De la résistance aux guerres coloniales : des officiers républicains témoignent, en collaboration avec Georges Alziari, Jean Brugié, Michel Herr, Léon Horard, René Paquet, L'Harmattan, collection Mémoires du XXe siècle, 2001. Lire préface

- Mondialisation des marchandises et marchandisation du monde. Matériau de pensée économique pour le nouveau siècle, préface collective rédigée par Michel Le Gall, Michel Levante, Jean-Hubert Moulignat, Gustavo Saldarriaga. Introduction de Guirec Delanoë et Pierre Salama, Paris, Publisud, collection : Le développement dans les faits, 2008.